# Sveti Juraj – Lič
Sveti Juraj — Lič, hrvatsko automobilističko natjecanje u OSV-u. Organizira ga AK RI Autosport. Održava se u Liču, uz suorganizaciju domicilne Općine Fužine. Natjecanje je osmišljeno sredinom 2018., susretom čelnika Općine Fužine i športskih aktivista riječkog Autokluba RI autosport, da se do kraja godine na području Općine Fužine održi automobilističko natjecanje bazne discipline, ocjensko-spretnosnih vožnji.

## Vanjske poveznice
- HAKS  Arhivirana inačica izvorne stranice od 17. studenoga 2019. (Wayback Machine) Posebni pravilnik